# VL Pyörremyrsky
Die VL Pyörremyrsky (zu deutsch: Wirbelsturm) war ein vom staatlichen finnischen Flugzeugbauunternehmen Valtion lentokonetehdas gebautes Jagdflugzeug für die finnischen Luftstreitkräfte im Zweiten Weltkrieg.

## Geschichte und Konstruktion
Die finnischen Luftstreitkräfte bestellten am 26. November 1942 zwei Prototypen der Pyörremyrsky. Das Flugzeug sollte bis zum Mai 1944 fertiggestellt sein. Einer der Prototypen wurde später gestrichen, so dass schließlich nur ein einziges Flugzeug gebaut wurde. Durch den Übergang von Valtion Lentokonetehdas zu Valmet wird das Flugzeug auch als VMT Pyörremyrsky bezeichnet.
Das Flugzeug wurde wegen des Mangels an Leichtmetall weitestgehend aus Holz gebaut. Ziel war der Bau eines Jagdflugzeuges mit ähnlichen Flugeigenschaften wie jene der deutschen Messerschmitt Bf 109 G. Triebwerk und Propeller entsprachen dem der Bf 109 G. Das Fahrwerk wurde breiter angelegt, um Start, Landung und das Rollen am Boden zu vereinfachen. Die Pyörremyrsky konnte sogar schneller steigen als die Bf 109 G-6 und zeigte gute Steuereigenschaften. Aus Geldmangel und weil bereits eine ausreichende Anzahl Bf 109 G zur Ausrüstung der unter den Bedingungen des Waffenstillstands von Moskau erlaubten Stärke der Luftstreitkräfte zur Verfügung standen, wurde das Programm nach etwa 30 Stunden Flugzeit des Prototyps abgebrochen.
Der Erstflug des Prototyps mit dem Kennzeichen PM-1 erfolgte erst am 21. November 1945 in Härmälä mit Esko Halme als Piloten. Nach 25 Minuten Flugzeit löste sich ein Teil der Haube und als vom Motor Rauch in das Cockpit eindrang, musste Halme landen. Er wurde dabei durch das Tragen einer Sauerstoffmaske gerettet. Das Flugzeug absolvierte in Tampere drei Testflüge. Beim dritten Flug wurde das Flugzeug am 16. Januar 1946 nach Kuorevesi überführt. Dort absolvierte es weitere 31 Versuchsflüge und erreichte bis 1947 insgesamt 27 Flugstunden. Es wurde von insgesamt acht Piloten geflogen: Esko Halme, Lauri Hämäläinen, Erkki Itävuori, Osmo Kauppinen, Lasse Heikinaro, Martti Laitinen, Heikki Keso und Lauri Lautamäki. Der letzte Flug dauerte 20 Minuten und wurde am 22. Juli 1947 von Osmo Kauppinen geflogen. Am 1. April 1953 wurde die PM-1 offiziell außer Dienst gestellt.
Die einzigen Probleme mit der Pyörremyrsky lagen in der schlechten Qualität des verwendeten Leims und dementsprechend schlechten Leimverbindungen. Aufgrund des Kriegsendes kam es nicht mehr zu einer Serienproduktion. Die Tragflächenkonstruktion wurde jedoch noch für den Bau des Schulflugzeuges Valmet Vihuri übernommen.
Der Prototyp ist im Finnischen Luftwaffenmuseum ausgestellt.

## Technische Daten

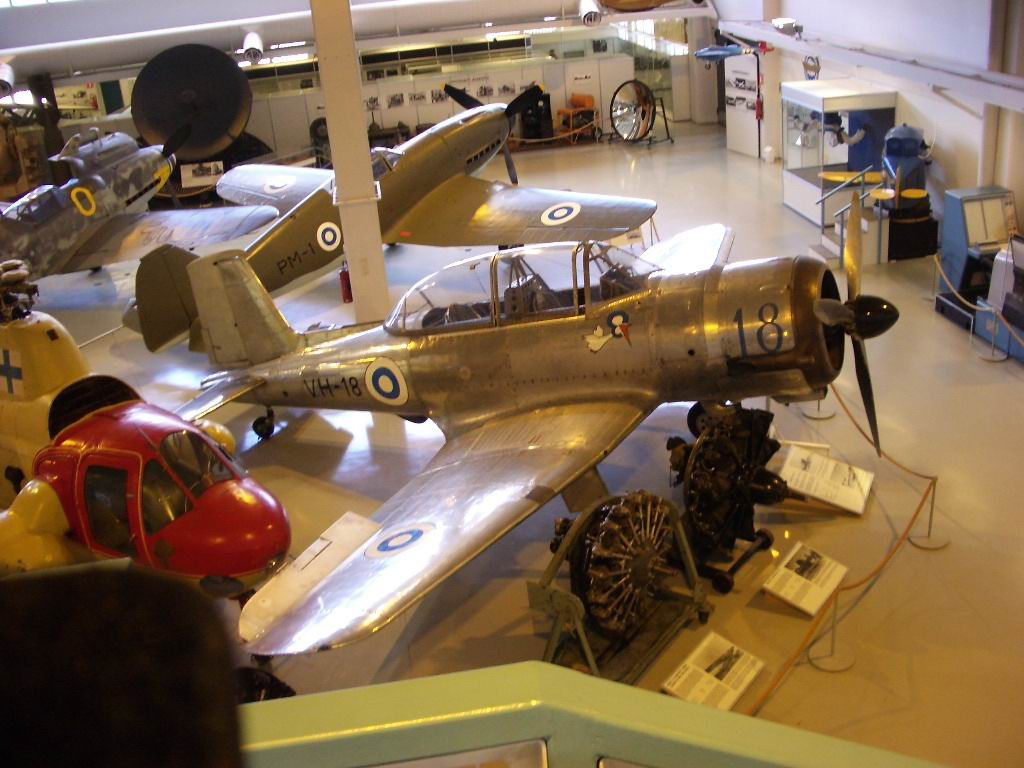
Hinter der Valmet Vihuri steht eine VL Pyörremyrsky (grün)

| Kenngröße             | Daten                                                                                  |
| --------------------- | -------------------------------------------------------------------------------------- |
| Besatzung             | 1                                                                                      |
| Länge                 | 9,13 m                                                                                 |
| Spannweite            | 10,38 m                                                                                |
| Höhe                  | 3,89 m                                                                                 |
| Flügelfläche          | 19 m²                                                                                  |
| Leermasse             | ? kg                                                                                   |
| max. Startmasse       | 3310 kg                                                                                |
| Reisegeschwindigkeit  | ? km/h                                                                                 |
| Höchstgeschwindigkeit | 620 km/h                                                                               |
| Dienstgipfelhöhe      | 11.250 m                                                                               |
| Reichweite            | 700 km                                                                                 |
| Triebwerke            | 1 × Daimler-Benz DB 605A-1 mit 1.100 kW (1.496 PS)                                     |
| Bewaffnung            | 1 × 20-mm-Kanone MG 151 2 × 12,7-mm-LKK/42-Maschinengewehre 4 × Bomben zu je 50–100 kg |